# Walla Walla (Washington)
Walla Walla é uma cidade localizada no estado norte-americano de Washington, no Condado de Walla Walla.

## Geografia
De acordo com o United States Census Bureau tem uma área de 28,0 km², dos quais 28,0 km² cobertos por terra e 0,0 km² cobertos por água. Walla Walla localiza-se a aproximadamente 275 m acima do nível do mar.

### Localidades na vizinhança
O diagrama seguinte representa as localidades num raio de 16 km ao redor de Walla Walla.

## Demografia
Segundo o censo norte-americano de 2000, a sua população era de 29.686 habitantes.
Em 2006, foi estimada uma população de 30.945, um aumento de 1259 (4.2%).

## Marcos históricos
A relação a seguir lista as entradas do Registro Nacional de Lugares Históricos em Walla Walla. O primeiro marco foi designado em 15 de outubro de 1966 e o mais recente em 27 de agosto de 2019.
- Bachtold Building-Interurban Depot
- Dacres Hotel
- Electric Light Works Building
- Fort Walla Walla Historic District
- George Ludwigs House
- Green Park School
- John F. Boyer House
- Kirkman House
- Liberty Theater
- Local Histórico Nacional da Missão Whitman
- Marcus Whitman Hotel
- Max Baumeister Building
- Memorial Building, Whitman College
- Miles C. Moore House
- Norman Francis Butler House
- Northern Pacific Railway Passenger Depot
- Osterman House
- Small-Elliott House
- US Post Office-Walla Walla Main
- Walla Walla Public Library
- Walla Walla Valley Traction Company Car Barn
- Washington School
- Whitehouse-Crawford Planing Mill
- YMCA Building-Walla Walla